# مايك ويلسون (لاعب كرة قاعدة أمريكي)
مايك ويلسون (بالإنجليزية: Mike Wilson)‏ هو لاعب كرة قاعدة أمريكي، ولد في 29 يونيو 1983 في تلسا في الولايات المتحدة.

## وصلات خارجية
- مايكل ويلسون على موقع دوري كرة القاعدة الرئيسي (الإنجليزية)
- مايكل ويلسون على موقعبيزبول رفرنس.كوم (الدوري الرئيسي) (الإنجليزية)
- مايكل ويلسون على موقعبيزبول رفرنس.كوم (الدوري الثانوي) (الإنجليزية)
- مايكل ويلسون على موقع إي إس بي إن.كوم (أم.أل.بي) (الإنجليزية)
- مايكل ويلسون على موقع مشجعي الرسوم البيانية (الإنجليزية)